# Герб Бретани
Герб Бретани (фр. Armoiries de la Bretagne) — герб французского региона Бретань, а ранее  официальный герб Бретонских герцогов, использовавшийся герцогами с 1316 по  1514 годы. Представляет собой полностью горностаевый щит. Графически предстаёт в виде серебряного поля, равномерно усеянного черными «хвостиками», самый распространённый вариант которых изображают в виде небольших крестов, подобных знаку трефовой масти, нижняя ветвь которых удлинена и, уширяясь, разделяется на несколько кончиков.
Герб Бретани лёг в основу множества гербов городов и областей, а также знатных родов, ведших свой род от бретонских герцогов.

## История

### Легенды
В легендах появление горностаевого герба Бретани связывают с герцогом Аленом Барбетортом. Согласно одной из них, однажды герцог, спасаясь от норманнов, был остановлен разлившейся рекой, илистой и грязной. Внезапно он обратил внимание на горностая, убегавшего от скачущих коней: зверёк резко развернулся у самой воды, предпочитая погибнуть, нежели запачкаться. Воодушевлённые примером, герцог и его соратники развернулись лицом к противнику и с криком «Лучше смерть, чем позор!» бросились в бой. С тех пор фраза герцога «Лучше смерть, чем позор» стала девизом Бретани, а мех горностая был помещён на щиты Бретонских герцогов.
В среде бретонских националистов имеет популярность гипотеза о бретонской протогеральдике, в которой обильно использовался горностаевый мех, и имеют место попытки доказать существование кельтской принцессы по имени Гермиона (Hermione), а гербовый щит с полностью горностаевым полем называется гербом легендарного короля Артура.

### Шахматная клетка де Дрё

Герб Пьера «Злого Клирика»

В 1213 году Пьер Моклерк,  младший сын Роберта II де Дрё, обручённый с наследницей Бретонского герцогства Алисой де Туар, прибывает в Ренн и начинает править герцогством (до 1237 года) в должности феодального опекуна (фр. baillistre). К этому времени Пьер де Дрё уже является обладателем собственного герба: его герб представляет собой шахматно разделённое поле, окружённое червлёной каймой, с горностаевой вольной частью в декстере. То есть, в герб своей семьи с полем, шахматно разделённым на золото и лазурь (традиционные цвета Капетингов, младшей ветвью которого был и дом де Дрё) и окружённым червлёной каймой, он вводит бризуру, которую в XIII веке иногда использовали младшие отпрыски знатных домов: вольную часть (фр. franc-canton) с горностаевым мехом.

### Горностаевое поле

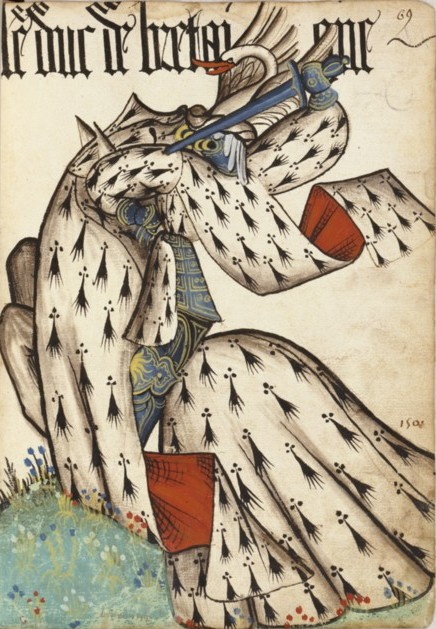
Герцог Жан VI в «Большом конном гербовнике [ордена] Золотого руна» (XV век). На гербовых накидках лошади и всадника изображено горностаевое поле.

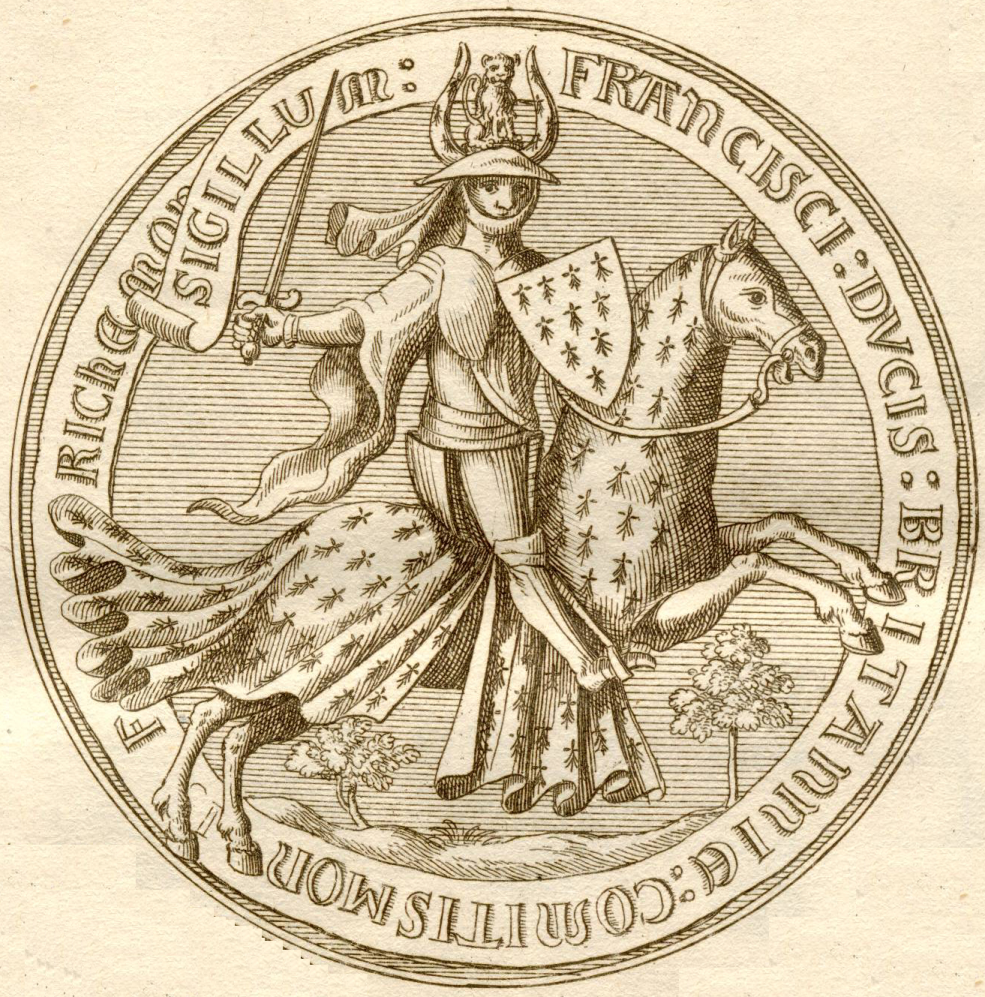
Печать герцога Франциска I.

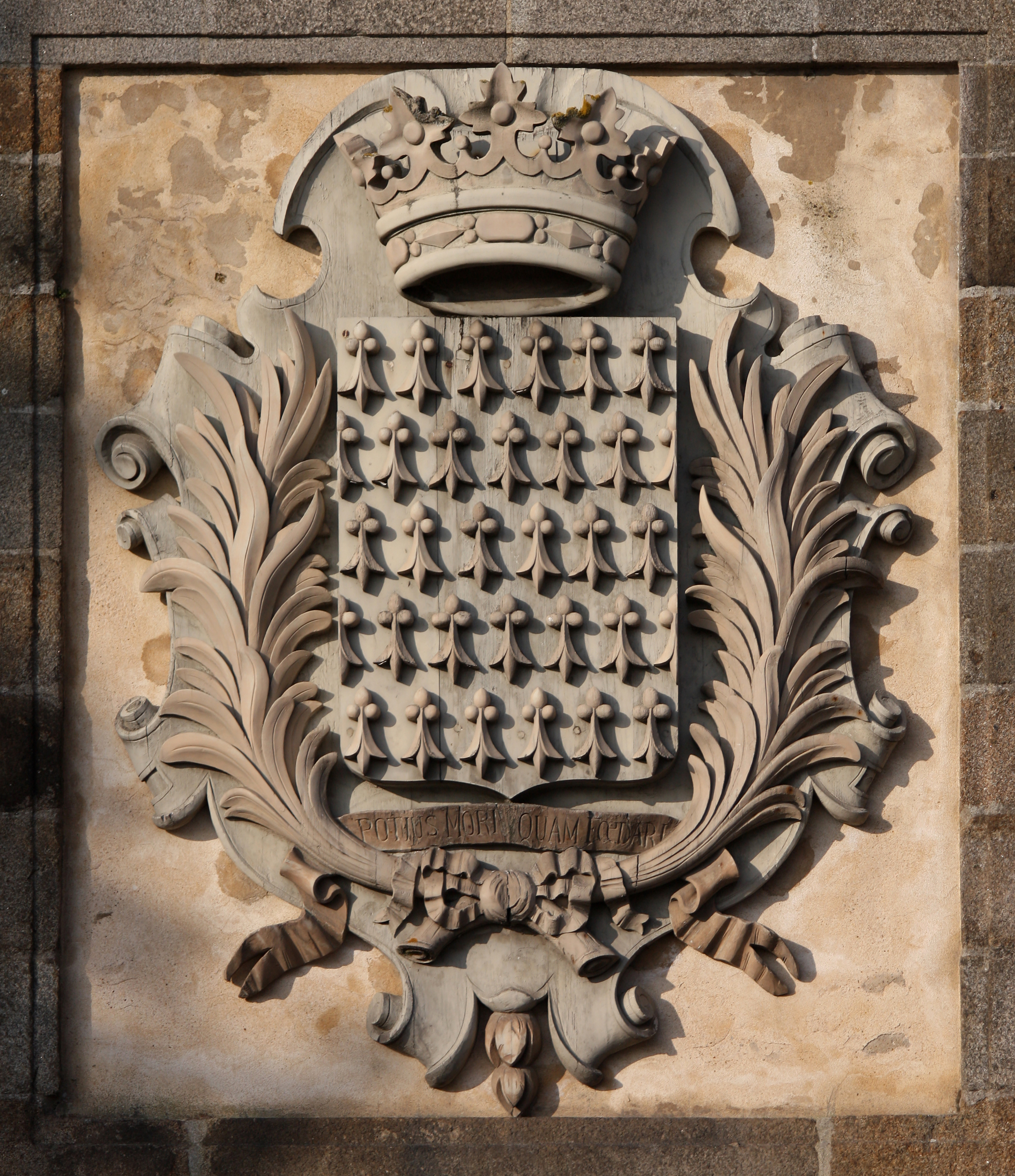
Лепной герб Бретани на Двойных вратах Сен-Венсан, Сен-Мало, 1708—1710 годы.

Герб Пьера Моклерка оставался гербом герцогов Бретани больше века, после чего в 1316 году герцог Жан III меняет герб и вместо шаховницы де Дрё с горностаевой вольной частью утверждает щит с полностью горностаевым полем. Возможные причины данного изменения (изменения гербов великих принцев были редкостью для XIV-го века) были отмечены и проанализированы известным медиевистом Мишелем Пастуро:
- У Жана III были отвратительные отношения со своей мачехой, Иоландой де Дрё, матерью его сводного брата Жана де Монфора), и вёл с ней тяжбу о наследии своего отца, покойного герцога Артура II. Иоланда, являясь членом семьи де Дрё, имела право использовать тот же герб, что и Жан. А так как в средневековье геральдика была элементом права, являясь формой выражения определённых правовых отношений, то использование герцогского герба подразумевало также власть и герцогские полномочия. Жан III не мог помешать мачехе носить герб де Дрё, и он решил изменить свой собственный.
- Тот факт, что на шаховнице Дрё была изображена бризура (червлённая кайма) и вторичная бризура (горностаевая вольная часть) говорил о том, что герб принадлежит младшей линии и не совсем соответствует статусу правителей большого княжества. Помимо этого, текущий герб геральдически указывал на  зависимость Бретонского герцогства от небольшого графства Дрё (в свою очередь, находящегося в зависимости от герцогства Нормандии). Поэтому в этом вопросе простой (неразделённый) щит  в качестве официального был желателен для герцогов Бретани, являвшихся фактически независимыми правителями в своих землях.
- Золото и лазурь, гербовые цвета Капетингов, в шаховнице де Дрё  указывали в XIII веке на родство с королями Франции из династии Капетингов, что в то время способствовало повышению престижа носителя герба. Но с XIV века, центральным элементом королевского герба, равно как и французской королевской геральдики, стали лилии, в то время как шаховница с цветами потомков Гуго Капета потеряла свою первоначальную притягательность.
- Горностаевый мех в XIII—XIV веках повышает свой престиж в сравнении с беличьим мехом, раньше более котируемым. К настоящему времени мех горностая стал неизменным атрибутом  власти и употреблялся для подбивки мантий суверенов, представителей высшей аристократии и судей, подчёркивая соответствующие моральные качества свoero владельца: честь дворянина или неподкупность судьи.
- Усеянный герб горностаевого меха являлся, эстетически и символически, ответом на Флёр-де-ли королей Франции. Выбрав герб с полностью горностаевым полем, то есть в согласии с излюбленным приёмом средневековой символики, взяв часть и подменив ею целое, герцог Бретонский не только избавился от всякого намека на бризуру в своём гербе, но и, подобно королю Франции, стал отныне обладателем усеянного гербового щита, то есть щита с такой структурой, которая в средневековых символических системах считалась самой престижной[4].

Наиболее вероятная причина смены герба состоит в том, что герцог Бретонский больше стремился подчеркнуть собственное возрастающее влияние и не желал носить герб с бризурой, которая слишком явно подчеркивала тот факт, что бретонский герцогский дом вначале являлся лишь младшей ветвью графского дома де Дрё (который в ту пору находился в полном упадке).

## Особенности
В текущем представлении «хвостик» (фр. moucheture; дословно «пятно») является визуальной репрезентацией собственно «эрмелина», а истоки этого символа лежат в чёрных хвостах горностаев, прикрепляемых к белым меховым накидкам. Эволюция значения связана с изображением, которое показывает морфологическое сходство элемента с целым, значительно нивелируя разницу.
Количество и форма горностаевых «хвостиков» варьировались в зависимости от времени создания, места и художника, каждый из который отображал в созданном варианте Бретонского герба свой смысл, подчас противоположный остальным. Герб герцогов Бретани, таким образом, мог включать от трёх до двенадцати «хвостиков», что зачастую зависело от площади носителя — печатей, монет, медалей, рукописей или собственно щитов. Количество кончиков нижней ветки (основания) крестоподобных «mouchetures» варьировалось в диапазоне от 3 до 9, также как изменялась форма элементов тройственной вершины «хвостика» (точки, ромбы, фитили), что обозначала крепления, которыми фиксировали горностаевый мех с хвостиками.
В отличие от французских лилий, «хвостики» не преступали края гербового щита или флага согласно бретонской геральдической традиции в эпоху герцогов. Эта традиция была потеряна в XVI веке, когда горностаевым гербом стали заниматься французские геральдисты, располагающие «хвостики» на щите в шахматном порядке, отчего их количество возросло.